# مایک کوننکه
مایک کوننکه (انگلیسی: Mike Könnecke؛ زادهٔ ۲۳ اوت ۱۹۸۸) بازیکن فوتبال اهل آلمان است.
از باشگاه‌هایی که در آن بازی کرده‌است می‌توان به باشگاه فوتبال ارتسگبیرگ آئو و باشگاه فوتبال وولفسبورگ اشاره کرد.